# J.J. Abrams

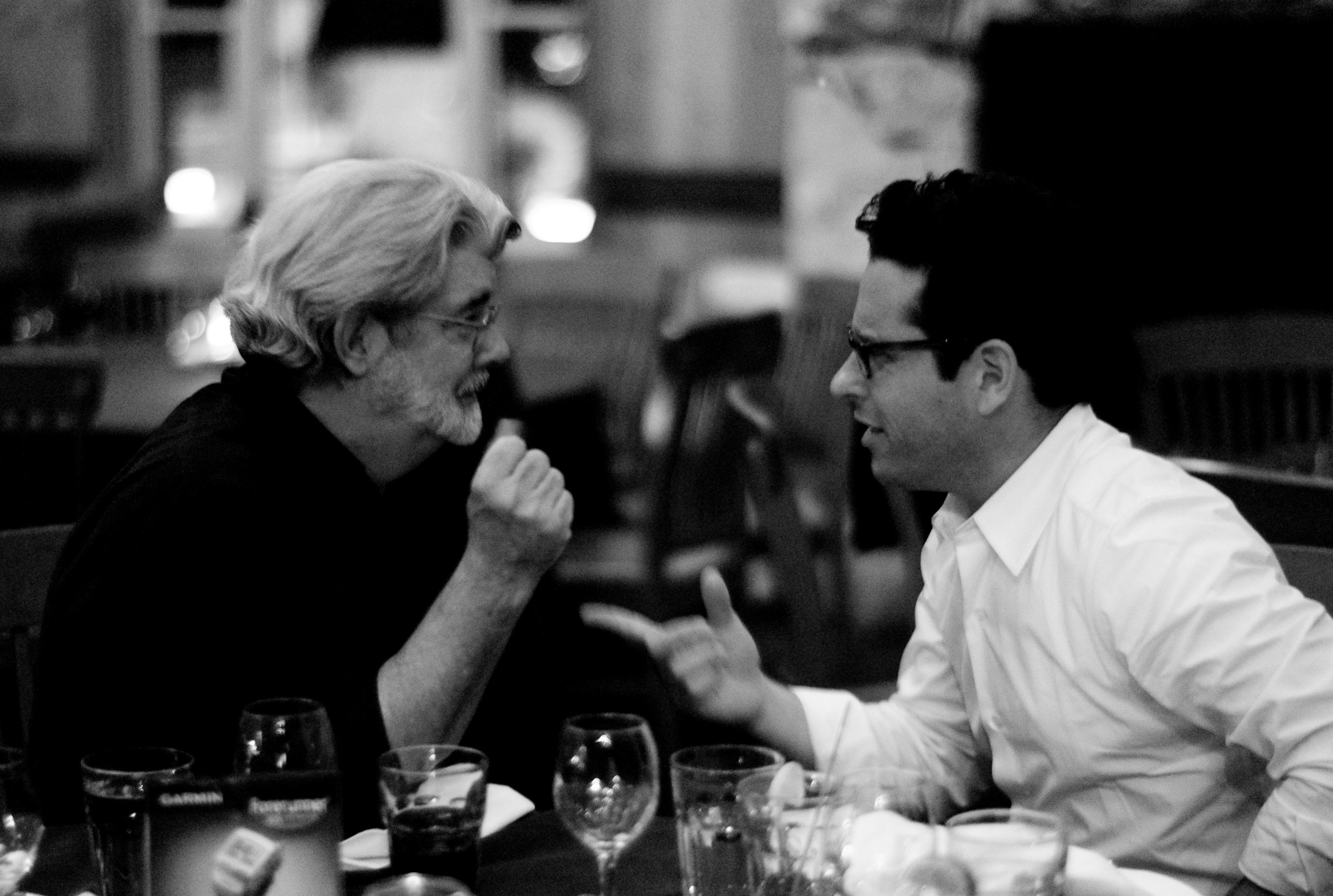
Jeffrey Abrams i George Lucas

Jeffrey Jacob „J.J.” Abrams (ur. 27 czerwca 1966 w Nowym Jorku) – amerykański producent filmowy i telewizyjny, scenarzysta, aktor, kompozytor i reżyser; twórca serialu telewizyjnego Zagubieni. Reżyserował takie filmy jak m.in. Mission: Impossible III (2006), Star Trek (2009), Super 8 (2011) i Gwiezdne wojny: Przebudzenie Mocy (2015).

## Życiorys
Urodził się w rodzinie żydowskiej, jako syn producentki Carol Ann Abrams (z domu Kelvin; 1942–2012) i producenta telewizyjnego Geralda W. Abramsa. Jego siostra Tracy Rosen została scenarzystką. Jego dziadek ze strony ojca Samuel David Abrams (syn Harry’ego Abramsa i Fanny) urodził się w Łomży. Dorastał w Los Angeles. Jego zainteresowanie filmem rozwinęło się, gdy w wieku ośmiu lat, jego dziadek ze strony matki Harry Kelvin zabrał go na wycieczkę do studia Universal. Przez następne kilka lat zrobił wiele filmów, które wysyłał na rozmaite festiwale filmowe, wygrywając szereg nagród.
Po ukończeniu Palisades High School, uczęszczał do Sarah Lawrence College w Bronxville w stanie Nowy Jork. W wieku 15 lat napisał muzykę do filmu klasy B Dona Dohlera Nightbeast. Podczas studiów w college’u wspólnie z Jill Mazursky, córką Paula Mazursky, napisał scenariusz, który został kupiony przez Touchstone Pictures i ostatecznie zaadaptowany na komedię Dbać o interes (Taking Care of Business), w której wystąpili James Belushi i Charles Grodin.
W kolejnych latach tworzył następne scenariusze: Odnaleźć siebie (Regarding Henry) z Harrisonem Fordem, Wiecznie młody (Forever Young) z Melem Gibsonem, czy Przygoda na rybach (Gone Fishin’).
W 1998 związał się z producentem Jerrym Bruckheimerem, a także reżyserem Michaelem Bayem i stworzył scenariusz do filmu Armageddon.
Podczas swojej profesjonalnej kariery Abrams po raz pierwszy zasiadł w fotelu reżysera w czasie realizacji serialu telewizyjnego Felicity, który współtworzył razem z Mattem Reevesem – przyjacielem poznanym na jednym z festiwali filmowych, jeszcze w czasach szkolnych.
W kolejnych latach realizował na małym ekranie takie produkcje jak: Agentka o stu twarzach (Alias), czy Zagubieni (Lost). Pilotażowy odcinek tego ostatniego serialu, okazał się najbardziej kosztownym w historii telewizji. W 2005 wyreżyserował swój pierwszy pełnometrażowy film Mission: Impossible III.
Reżyserował też film kinowy Star Trek XI i emitowany od 2008 roku serial Fringe: Na granicy światów.
W 2013 ogłoszono, że Abrams będzie reżyserem siódmego filmu z cyklu Gwiezdne wojny. Gwiezdne wojny: Przebudzenie Mocy weszło na ekrany kin w grudniu 2015.

## Filmografia
| Rok  | Film                                                 | Inne uwagi                | Funkcja                                     |
| ---- | ---------------------------------------------------- | ------------------------- | ------------------------------------------- |
| 1982 | Nightbeast                                           |                           | kompozytor                                  |
| 1990 | Dbać o interes (Taking Care of Business)             |                           | scenarzysta                                 |
| 1991 | Odnaleźć siebie (Regarding Henry)                    |                           | scenarzysta, aktor                          |
| 1992 | Wiecznie młody (Forever Young)                       |                           | scenarzysta                                 |
| 1993 | Szósty stopień oddalenia (Six Degrees of Separation) |                           | aktor                                       |
| 1996 | Diabolique                                           |                           | aktor                                       |
| 1996 | Żałobnik (The Pallbearer)                            |                           | producent                                   |
| 1997 | Przygoda na rybach (Gone Fishin’)                    |                           | scenarzysta                                 |
| 1998 | Felicity                                             | serial TV                 | scenarzysta, reżyser, kompozytor, producent |
| 1998 | Armageddon                                           |                           | scenarzysta                                 |
| 1999 | Wielki powrót (The Suburbans)                        |                           | aktor, producent                            |
| 2001 | Prześladowca (Joy ride)                              |                           | scenarzysta, producent                      |
| 2001 | Agentka o stu twarzach (Alias)                       | serial TV                 | scenarzysta, reżyser, kompozytor, producent |
| 2004 | Alias                                                | gra komputerowa           | scenarzysta                                 |
| 2004 | Zagubieni (Lost)                                     | serial TV                 | scenarzysta, reżyser, producent             |
| 2006 | The Catch                                            | TV                        | scenarzysta, producent                      |
| 2006 | What About Brian                                     | serial TV (postprodukcja) | producent                                   |
| 2006 | Mission: Impossible III                              |                           | reżyser                                     |
| 2006 | The Good Sailor                                      | (w produkcji)             | producent                                   |
| 2008 | Projekt: Monster (Cloverfield)                       |                           | producent                                   |
| 2008 | Fringe                                               | serial TV                 | producent, scenarzysta                      |
| 2009 | Star Trek                                            |                           | reżyser, producent                          |
| 2010 | Dzień dobry TV (Morning Glory)                       |                           | producent                                   |
| 2011 | Super 8                                              |                           | reżyser, scenarzysta, producent             |
| 2013 | W ciemność. Star Trek                                |                           | reżyser, producent                          |
| 2015 | Mission: Impossible – Rogue Nation                   |                           | producent                                   |
| 2015 | Gwiezdne wojny: Przebudzenie Mocy                    |                           | reżyser, scenarzysta, producent             |
| 2016 | Star Trek: W nieznane                                |                           | producent                                   |
| 2017 | Gwiezdne wojny: Ostatni Jedi                         |                           | producent                                   |
| 2018 | Mission: Impossible – Fallout                        |                           | producent                                   |
| 2019 | Gwiezdne wojny: Skywalker. Odrodzenie                |                           | reżyser, scenarzysta, producent             |